# Penestomus
Penestomus és l'únic gènere d'aranyes araneomorfes de la família dels penestòmids (Penestomidae). Fou descrit per primera vegada l'any 1902 per Eugène Simon.
Penestomus, anteriorment, havia estat inclòs en la família dels erèsids (Eresidae), però el 2010 el grup va ser elevat al rang de família pròpia. Es considera que és proper als zodàrids (Zodariidae).

## Taxonomia
Segons el World Spider Catalog amb data de desembre de 2018, Penestomus té reconegudes 9 espècies:
- Penestomus armatus (Lehtinen, 1967) — Sud-àfrica
- Penestomus croeseri Dippenaar-Schoeman, 1989 — Sud-àfrica
- Penestomus egazini Miller, Griswold & Haddad, 2010 — Sud-àfrica
- Penestomus kruger Miller, Griswold & Haddad, 2010 — Sud-àfrica
- Penestomus montanus Miller, Griswold & Haddad, 2010 — Sud-àfrica, Lesotho
- Penestomus planus Simon, 1902 — Sud-àfrica
- Penestomus prendinii Miller, Griswold & Haddad, 2010 — Sud-àfrica
- Penestomus stilleri (Dippenaar-Schoeman, 1989) — Sud-àfrica
- Penestomus zulu Miller, Griswold & Haddad, 2010 — Sud-àfrica